# Il nastro bianco
Il nastro bianco (Das weiße Band - Eine deutsche Kindergeschichte) è un film del 2009, diretto da Michael Haneke, vincitore della Palma d'oro come miglior film al 62º Festival di Cannes.
Ha vinto il Golden Globe per il miglior film straniero ed è stato candidato all'analoga categoria dei Premi Oscar 2010.

## Trama
Il film si svolge in un villaggio nel nord della Germania protestante, tra il 1913 e il 1914, poco prima dell'inizio della Prima guerra mondiale. Nei mesi precedenti all'inizio della guerra, la vita del villaggio è sconvolta da alcuni strani avvenimenti che appaiono inspiegabili: il medico del villaggio cade da cavallo e si ferisce a causa di una corda tesa nell'erba; il figlio del barone, proprietario terriero, viene seviziato; la finestra della camera di un bambino in fasce viene lasciata aperta in pieno inverno causandone quasi la morte; il fienile del barone viene dato alle fiamme; infine, il piccolo figlio disabile della levatrice viene selvaggiamente torturato. La vita delle diverse famiglie ne è turbata, senza che nessuno trovi la ragione di questi fatti né i colpevoli. Solo il maestro del villaggio ha un'intuizione.

## Riconoscimenti
- 2010 - Premio Oscar
  - Nomination Miglior film straniero a Michael Haneke
  - Nomination Migliore fotografia a Christian Berger
- 2010 - Golden Globe
  - Miglior film straniero a Michael Haneke
- 2010 - Premio BAFTA
  - Nomination Miglior film straniero a Michael Haneke
- 2009 - Festival di Cannes
  - Palma d'oro a Michael Haneke
  - Premio FIPRESCI a Michael Haneke
  - Premio del sistema scolastico francese a Michael Haneke
  - Menzione speciale Premio della giuria ecumenica a Michael Haneke
- 2009 - European Film Awards
  - Miglior film a Stefan Arndt
  - Miglior regia a Michael Haneke
  - Migliore sceneggiatura a Michael Haneke
  - Nomination Migliore fotografia a Christian Berger
- 2009 - FIPRESCI
  - Grand Prix FIPRESCI a Michael Haneke
- 2010 - Amanda Award
  - Miglior film straniero a Michael Haneke
- 2010 - Academy of Motion Picture Arts and Sciences of Argentina Awards
  - Miglior film straniero a Michael Haneke
- 2010 - American Society of Cinematographers
  - Migliore fotografia a Christian Berger
- 2011 - Argentinean Film Critics Association Awards
  - Nomination Miglior film straniero a Michael Haneke
- 2010 - German Film Awards
  - Miglior film a Stefan Arndt
  - Miglior regia a Michael Haneke
  - Miglior attore protagonista a Burghart Klaußner
  - Miglior attrice non protagonista a Maria-Victoria Dragus
  - Migliore sceneggiatura a Michael Haneke
  - Migliore fotografia a Christian Berger
  - Migliore scenografia a Christoph Kanter
  - Migliori costumi a Moidele Bickel
  - Miglior trucco a Waldemar Pokromski e Anette Keiser
  - Miglior sonoro a Guillaume Sciama e Jean-Pierre Laforce
  - Nomination Miglior attrice protagonista a Susanne Lothar
  - Nomination Miglior attore non protagonista a Rainer Bock
  - Nomination Miglior montaggio a Monika Willi
- 2011 - Bodil Awards
  - Miglior film non americano a Michael Haneke
- 2009 - British Society of Cinematographers
  - Nomination Migliore fotografia a Christian Berger